# Anfiteatro Live
Anfiteatro Live è un doppio album dal vivo e il primo DVD del cantautore italiano Francesco Guccini, pubblicato il 30 settembre 2005 dall'etichetta discografica EMI.
Il DVD contiene la registrazione integrale del concerto tenuto dal cantautore all'Anfiteatro romano di Cagliari il 4 settembre 2004. Sono inoltre presenti, come contenuti speciali, il backstage girato durante le prove del concerto e quattro video di altrettante canzoni: Dio è morto, Quello che non..., Canzone delle domande consuete e Lettera.

## Tracce
CD 1
1. Canzone per un'amica - 4.31
2. Una canzone - 4.05
3. Odysseus - 4.16
4. Cristoforo Colombo - 5.14
5. Farewell - 5.35
6. Scirocco - 5.41
7. La żiatta - 6.01
8. Autogrill - 4.24
9. Certo non sai - 4.30

CD 2
1. Shomèr, ma mi-llailah? - 4.27
2. Il vecchio e il bambino - 3.56
3. Cyrano - 6.25
4. Auschwitz - 6.58
5. Canzone per il Che - 5.17
6. Piazza Alimonda - 6.19
7. Dio è morto - 2.39
8. La locomotiva - 7.34

Tracce Video
1. Canzone per un'amica
2. Una canzone
3. Odysseus
4. Cristoforo Colombo
5. Farewell
6. Scirocco
7. La ziatta
8. Autogrill
9. Certo non sai
10. Shomer Ma Mi-Llailah?
11. Il vecchio e il bambino
12. Cirano
13. Auschwitz
14. Canzone per il Che
15. Piazza Alimonda
16. Dio è morto
17. La locomotiva

## Formazione
- Francesco Guccini - voce, chitarra acustica
- Vince Tempera - tastiera
- Antonio Marangolo - saxofono
- Pierluigi Mingotti - basso
- Ellade Bandini - batteria
- Roberto Manuzzi - fisarmonica, tastiera
- Juan Carlos Biondini - chitarra elettrica, chitarra acustica

## Classifiche
| Classifica (2005) | Posizione massima |
| ----------------- | ----------------- |
| Italia            | 5                 |